# Matériau de construction naturel
Pour les articles homonymes, voir matériau (homonymie).
Les matériaux de construction naturels sont les matériaux de construction qui se trouvent dans la nature, c'est-à-dire qui ne sont pas fabriqués.

## Terre constructible
La terre-argile est un mélange de sables, de silt et d’argiles dans les proportions approximatives de ½, 1/3, 1/6,  exempt d’humus et de colloïdes autres que l’argile; le mélange idéal est une structure de gros granules, les espaces étant remplis de granules de plus en plus petits. Le tout s'agglutine grâce à une mince couche d’argile et de l'eau sur chaque granule. La présence de graviers sera plus ou moins importante selon l’usage envisagé, des graviers étant acceptables dans un pavé en terre battue (souvent construit sur un hérisson fait d'un lit de gros graviers sans remplissage).

## Sables
Ce sont des granules de silice ou de quartz, avec parfois des roches calciques pulvérisées, mesurant entre 5 mm et 0,06 mm.  Les grains  sont visibles à l’œil nu. Le sable de mer, étant arrondi, est utile pour la maçonnerie, mais par contre il n’est pas bon pour les enduits. Le sable de rivière est pointu et offre dans ses structures ouvertes l’espace pour le silt et l’argile de contribuer à la cohésion. La structure des sables ainsi stabilisés peut bien résister aux forces compressives.

## Silt
C’est la partie limoneuse, composée surtout de particules de silice ou de quartz de diamètre compris entre 0,06 mm et 0,002 mm. Cela se présente comme une couche de particules trop fines pour être vues séparément. Sa contribution à la stabilité d’une terre est due à sa friction interne en remplissant les ouvertures  dans les sables.  En excès, il augmente la perméabilité de la terre.

## Argiles
Ce sont des particules (ou micelles) d’aluminosilicates hydratés de taille <2µ (0,002 mm). Ils ont une surface spécifique infiniment plus grande que celles de particules grossières allant de 10 à 800 m²/g. Nous pouvons considérer 2 groupes d’argiles. Celles qui ne gonflent pas beaucoup avec l’eau, représentées plutôt par des kaolinites, et celles qui gonflent, représentées dans notre région plutôt par des argilo-calcaires ou montmorillonites et des illites. La présence des gonflants trouble l’eau où ils sont dispersés pendant plus que 10 minutes.  Pour la construction, il faut des matériaux stables ; ce sont donc les kaolinites qui sont le plus employées.
Les forces électrostatiques qui lient les micelles d’argile assurent en grande partie la cohésion de la terre.

## Eau
Les réactions entre l’eau et les matières qui constituent la terre, y compris les éventuelles impuretés présentes dans la terre, expliquent toutes les qualités et imperfections que nous pouvons détecter. 
L’eau de pluie est meilleure puisqu’elle fait intervenir des ions OH-- dans les liens entre micelles d’argile qui devient plus collante. Cet effet  peut être obtenu en ajoutant des défloculants, tels que la soude et le silicate de soude à raison de 0,1 à 0,4 % d’argile, ou en remplaçant l’eau intégralement avec de l’acide humique, de l’acide tannique ou de l’urine de cheval. Ces substances permettent d’employer moins d’eau, donne moins de retrait et un séchage plus rapide. L’acte de malaxage distribue les micelles d’argile plus ou moins également dans la mixture. Cette pénétration prend un certain temps, qui peut être réduit par une mouture fine.  L’argile sèche est rigide comme du béton. L’addition d’eau fournit un matériel plastique que l’on appelle torchis. Plus d’eau donne une barbotine de moins en moins collante jusqu’au point de saturation où ça devient de l'eau trouble. 
Jusqu’à saturation, l’addition d’eau au sable le rend plus cohésif. Le silt réagit de la même façon. Cette réaction, avec celle de l'argile qui la rend plus glissante, donne la consistance au mortier. La combinaison d’une barbotine de terre ou d’argile, des sables et  du silt nous donne un mortier. L’humidité du sable et l’eau dans la barbotine doit être prise en compte pour obtenir un mortier ayant les bonnes proportions et une bonne consistance.
Les sels dans l’eau ou dans la terre peuvent entraîner des efflorescences qui abîmeront des enduits en chaux, ciment ou plâtre en contact avec la terre mais pas les enduits en terre.

## Mise en œuvre

### Stabilisation
La stabilisation n’est pas une obligation mais elle peut être utile dans des circonstances difficiles.  Elle peut offrir une amélioration de la résistance à l’érosion, à la distorsion ou à l’humidité.  Nous pouvons ajouter 20 à 30 kg de fibres au mètre cube de terre. La bouse des animaux, le sang de bœuf, la farine de seigle, les sèves de plantes, les huiles oxydantes, sont quelques-uns des produits utilisés comme stabilisant. L’emploi de stabilisants minéraux tels que la chaux et le ciment n’est efficace que dans des cas particuliers mais ils sont hydrophiles, ce qui attire l'humidité et ils sont plus froid au toucher que la terre. En outre ils limitent voire suppriment le fait que la terre est un matériau entièrement recyclable.

### Le torchis
Le torchis est la terre constructible brute mélangée à de l'eau jusqu'à obtenir une consistance souple, manipulée à la main ou aux pieds. Il était traditionnellement malaxé avec un peu de paille ou d'enveloppe (la balle) de céréales et remplissait les colombages ou des moules de briques adobe.  
La terre brute est améliorée par l'ajout de sable ou de l'argile pour obtenir les proportions optimales (1/2 sable, 1/3 silt, 1/6 argile).   
Toutes les fibres sont bonnes une fois séchées. On en ajoute de 5 à 10% à la terre pour stabiliser le torchis. La longueur optimale se trouve autour de l'épaisseur du lieu de l'emploi.
Le torchis est fabriqué en fosse ou dans un pétrin ou un malaxeur spécialisé. Il est trop ferme pour être fait dans une bétonnière. Il possède une bonne résistance en compression. Il est peu isolant, comme des pierres ou des briques cuites pleines, mais il constitue une bonne masse thermique.                                           
Ajoutant de l'eau au torchis il devient mortier qui peut être fait dans une bétonnière et s'applique à la truelle.        
Au sable ronde on pose les briques, pierres et tuiles.                                
Au sable pointu, c'est pour les enduits.
référence : Traité de Construction en Terre - CRATerre - Parenthèses

### Mélange terre-copeaux
Le mélange terre-copeaux est un composite qui contient beaucoup de charge, granules, feuilles ou fibres; enrobés de peu de terre (argile), typiquement 90%. Les copeaux proviennent des déchets du travail de bois. Il peut être vendu en panneaux préfabriqués, ou  s'employer  pour faire le béton de terre allégé. 
La terre-paille est une mélange traditionnellement employé en Normandie, fabriqué avec des pailles longues enrobées de barbotine de terre. Elle est malaxée à la fourche ou avec un malaxeur spécialisé.
Les mélanges terre-copeaux peuvent être faits dans une bétonnière. Ils sont peu résistants mécaniquement. Ils sont très isolants mais ils contribuent peu à l'inertie thermique. Ils ont de bonnes qualités d'isolation acoustique et la recherche suggère que la taille des copeaux et la masse de terre employée influe  sur la fréquence des sons qui sont réduits.

### Ajout de fibres
Les fibres employées dans la construction en terre sont de toutes sortes. La paille, le foin, l'herbe de la pampa, la balle, l'amas de lin ou de chanvre, les orties et les copeaux de bois sont tous utiles. Elles apportent la souplesse et la résistance au composite qui les  contient (voir ci-dessous).
Contrairement à ce qu'on croit, les fibres ne contribuent que rarement par leur résistance à l'étirement (La paille glisse, l'herbe de la pampa s'accroche); ce sont les liens faibles entre les fibres et le matrice (la terre), qui obligent les micro-fissures à aller dans tous les sens quand le matériau subit des forces externes. Les micro-fissures absorbent l'énergie qui aurait provoqué une grande fissure. La masse ne se fissure pas de part en part.

## La faiblesse donne la souplesse qui résiste mieux.
Ce paradoxe s'explique dans la mécanique par la transition de l'état élastique vers l'état plastique. Elle est le principe de tous les matériaux composites y compris le torchis.
Le torchis, le bois, l'os et le cuir sont parmi les composites les plus performants, et ils sont renouvelables.

### Utilisation du bois de taillis
Le taillis est une pratique de culture des arbres qui était connu par des romains. Il y a des taillis en Europe qui sont récoltés depuis le Moyen Âge.
Les arbres mûrs sont coupés et les souches restantes donnent les rejets qui sont récoltés (chaque année pour les osiers). Les rejets sont gérés pour obtenir un petit nombre de beaux brins. 
Ce cycle de production a été maintenu depuis au moins 800 ans sans effet négatif, ni sur la récolte, ni sur l'environnement. La minéralisation du sol augmente d'année en année par l'apport de minéraux concentrés dans les feuilles, puisés de plus en plus profond par les racines.
Le bois de brin ainsi récolté est pré-scié avec une scie à ruban et, anciennement, taillé à l'herminette ou à la doloire de charpentier. Il fournit les barres de 10 à 20 cm, carrée, souvent avec sa forme courbe dans un plan, mais droite dans l'autre.  
référence : Le Châtaignier, un arbre, un bois - Catherine Bourgeois - IDF